# Галаринос
Галаринос или Галерино (на гръцки: Γαλαρινός) е село в Егейска Македония, Гърция, част от дем Полигирос в административна област Централна Македония.

## География
Галаринос е разположен в центъра на Халдикидическия полуостров в южното подножие на планината Хортач.

## История
Александър Синве („Les Grecs de l’Empire Ottoman. Etude Statistique et Ethnographique“) в 1878 година пише, че в Галаринос (Galarinos), Касандрийска епархия, живеят 180 гърци.
Към 1900 година според статистиката на Васил Кънчов („Македония. Етнография и статистика“) в Галерино живеят 175 жители гърци християни.
По данни на секретаря на Българската екзархия Димитър Мишев („La Macédoine et sa Population Chrétienne“) в 1905 година в Галерино (Galerino) има 125 гърци.
В 1912 година, по време на Балканската война, в Галеринос влизат гръцки части и след Междусъюзническата война в 1913 година остава в Гърция. До 2011 година Галаринос е част от самостоятелния дем Антемундас.